# Plotho

Wappen derer von Plotho

Plotho ist der Name eines alten, hochfreien Adelsgeschlechts aus dem Erzbistum Magdeburg. Der Stammsitz der Herren von Plotho war die Wasserburg Plothe in Altenplathow, heute ein Stadtteil von Genthin. Zweige der Familie bestehen bis heute.

## Geschichte

### Herkunft
Die Familie ist vermutlich wendischer Abstammung und war ein alteingesessenes slawisches Herrengeschlecht. Sie erscheint erstmals 1135 mit Hermannus de Plothe als Zeuge in einer Urkunde des Erzbischofs Conrad von Magdeburg. Im Jahre 1170 erscheint Johann Plotho urkundlich als Zeuge. 1171 wird ein Johannes, Herr zu Plothe, mit dem Titel Edler Herr von Plotho in einem Privileg des königlichen Amtes Altenplathow genannt.

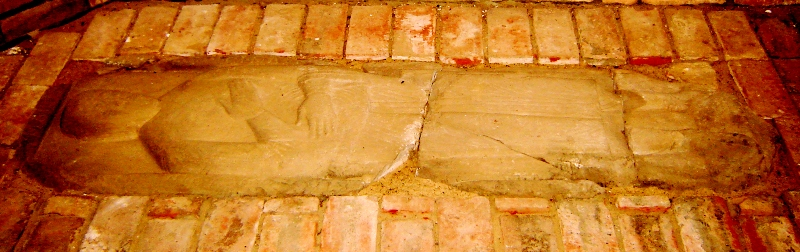
In der ehemaligen Sakristei der Kirche von Altenplathow ruht ein sehr seltener romanischer Figurengrabstein, auf dem der 1170 gestorbene Burgherr Hermann von Plotho († 1170) dargestellt ist. Das Grabmal wurde 1905 beim Abriss der alten Kirche aufgefunden.

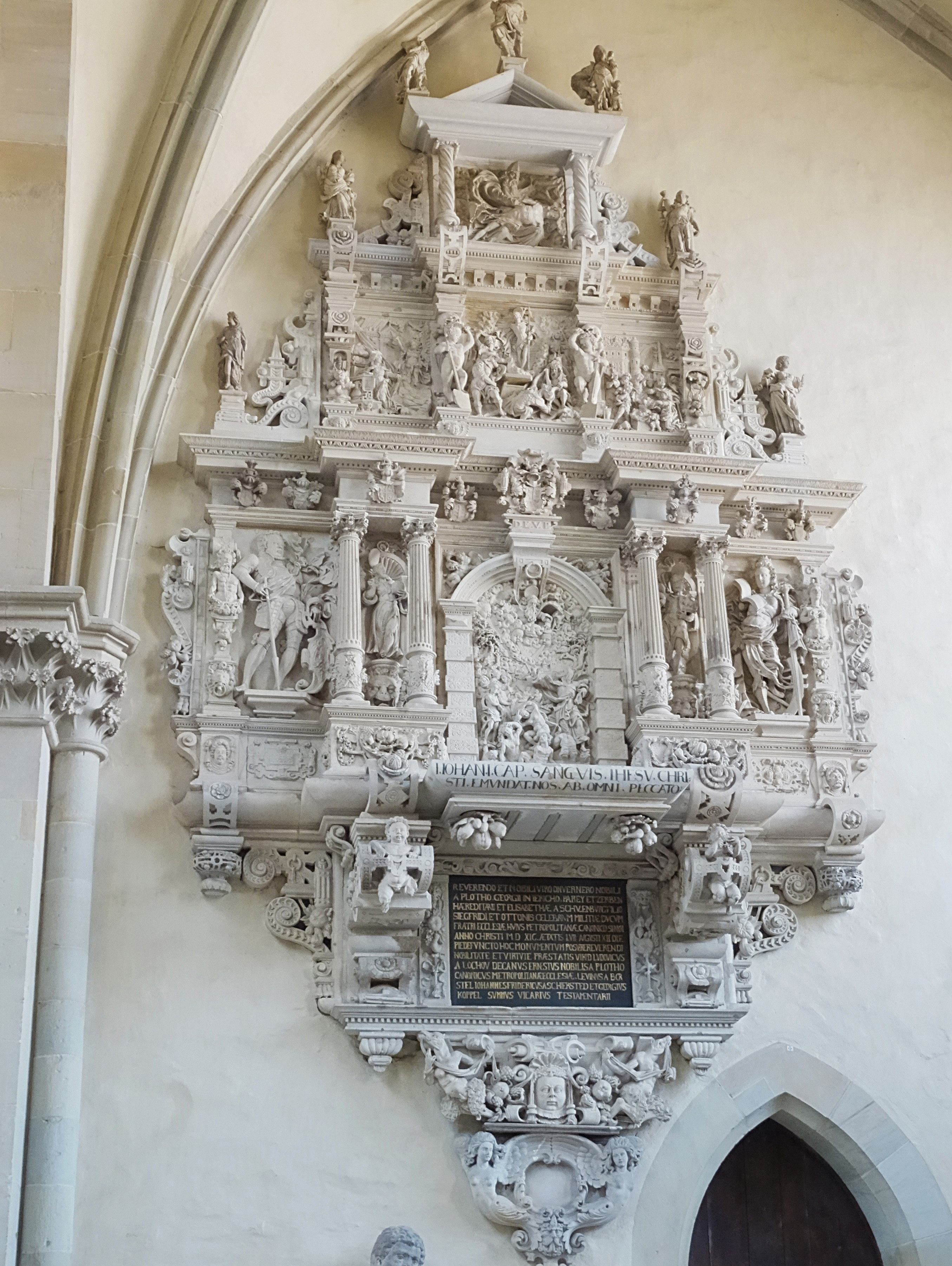
Epitaph des Domherren Werner von Plotho († 1589) im Magdeburger Dom

Die Brüder Johann und Gebhard von Plothe verliehen 1237 der Stadt Kyritz das Stendalsche Stadtrecht. 1245 erteilte Johannes dei gratia dominus de Plothe und seine Verwandten der Gewandschneidergilde in Kyritz ein Privilegum. In Kyritz besaßen sie auch eine Münzprägestätte. Mit dem Tod von Burgherr Wolf von Plotho 1294 fiel die Burg und die Herrschaft, Altenplathow, Genthin und zahlreiche weitere Dörfer, an das Erzbistum Magdeburg. Die Herren von Plotho wurden Ministeriale der Magdeburger Erzbischöfe und bekleideten in deren Herrschaftsgebieten hohe Ämter. Schon früh bestanden aber auch Lehnsverhältnisse zu den Markgrafen von Brandenburg. Die sichere Stammreihe beginnt erst 1378 mit dem Edlen Gebhard von Plotho auf Parey, Jerichow und Plote.

### Besitzungen

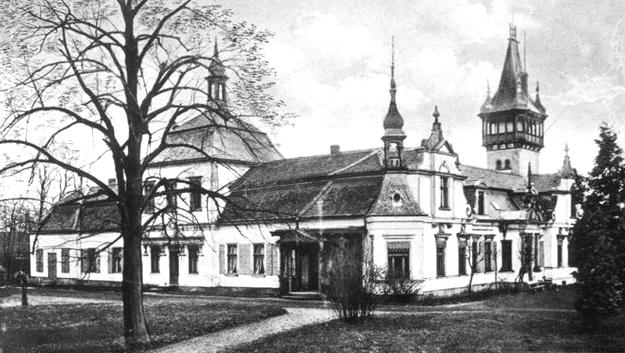
Schloss Parey um 1900

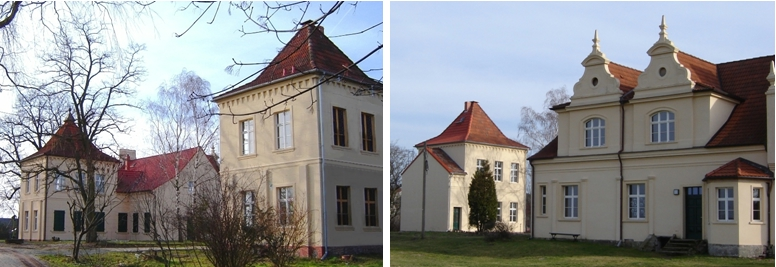
Schloss Zerben, Ost- und Westansicht

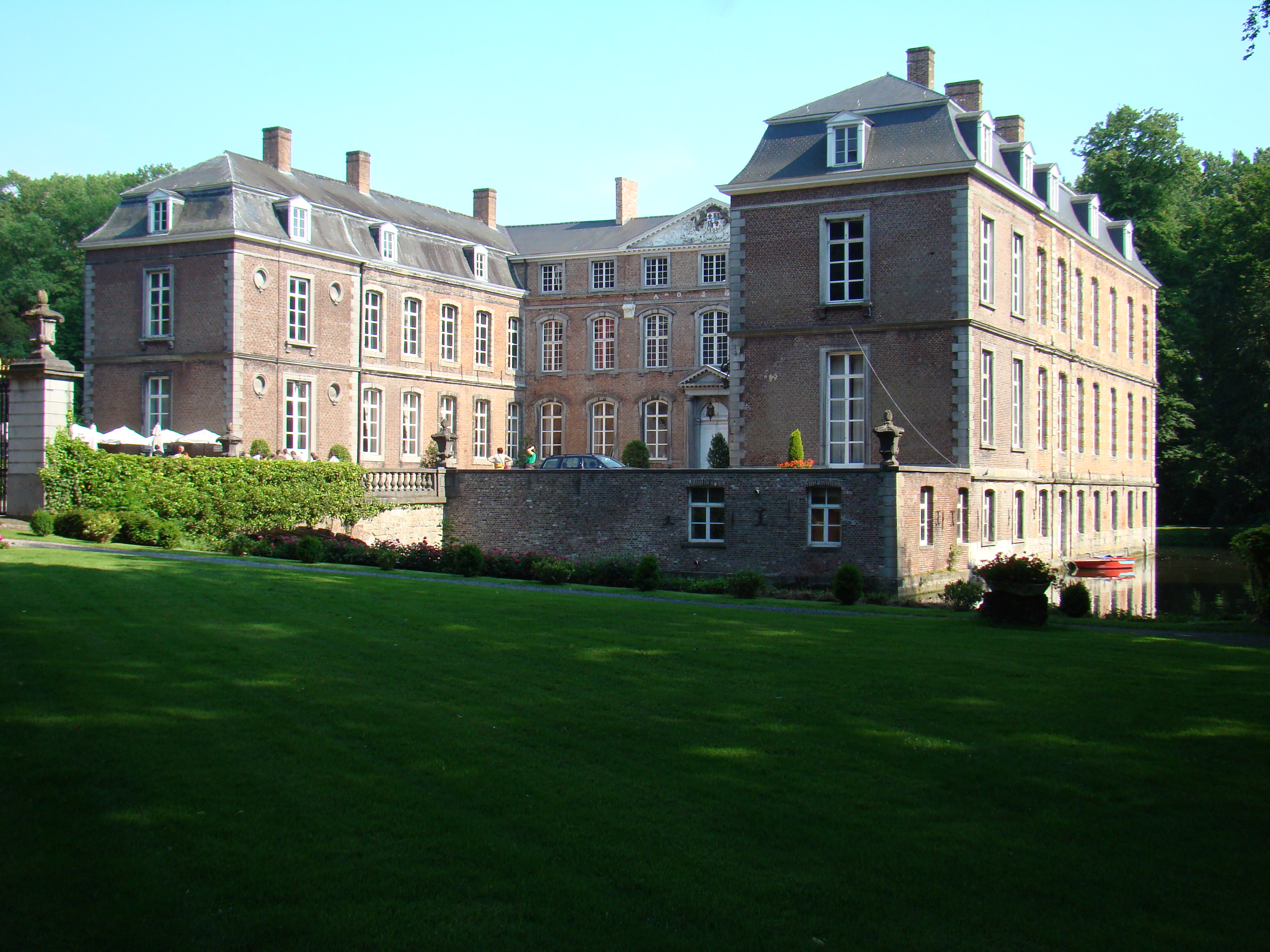
Schloss Ingelmunster, Westflandern

Der Grundbesitz konnte im Laufe der Zeit erheblich erweitert werden. Im Erzbistum Magdeburg besaßen die Herren von Plotho unter anderen Schloss und Herrschaft Parey, Lüttgenziatz (heute ein Ortsteil von Möckern), Genthin, Zerben, Ringfurth und Ihleburg. Ende des 15. Jahrhunderts gelangte als Pfand Gerbstedt mit Kloster in der Grafschaft Mansfeld und im 16. Jahrhundert die Burg Weißandt-Gölzau im Fürstentum Anhalt in Familienbesitz.
In Flandern konnten Mitglieder der Familie im 16. Jahrhundert unter anderem die Herrschaften Engelmünster (Ingelmunster), Vive und Rosebeck erwerben. Während des 19. Jahrhunderts wurden verschiedene Zweige auch in Ostpreußen, Schlesien und im bayerischen Vogtland besitzlich.
Die männliche flandersche Linie der Familie starb mit dem Ableben von Charles Louis Marie Ghislain Baron de Plotho et d’Ingelmunster (Westflandern) 1825 und seines Bruders Ferdinand Maximilien Auguste Ghislain († 19. Januar 1835) aus. Bereits der erstere hatte seine Besitztümer Charles Albéric Clement Descantons de Montblanc zusammen mit seiner Schwester Suzanne Agathe Félicité vermacht. Der Jüngere, ebenfalls kinderlose vermachte sein Eigentum auch Montblanc, der erst am 30. Juni 1841 durch Louis-Philippe I. von Frankreich geadelt wurde. Zum 20. Juli erfolgte die Erhebung in den Grafenstand durch Leopold I., König der Belgier.
Der preußische Zweig focht diese Hinterlassenschaften an. Die preußischen Barone übernahmen die dortige Besitztümer. Montblanc prozessierte in Magdeburg, Halberstadt und vor dem preußischen Obertribunal durch drei Instanzen und verlor. Im Gegenzug prozessierten die Preußen um Ingelmunster. Sie verloren vor belgischen Gerichten, so dass Charles Descantons de Montblanc dann die belgischen Besitztümer von seinem Vater übernehmen konnte.

### Linien und Standeserhebungen
Otto, Gebhard und Johann, die drei Söhne von Gebhard, Edler Herr von Plotho auf Jerichow, begründeten Mitte des 15. Jahrhunderts drei Linien. Aus der Ottoschen, auch Jerichow’schen Linie, entstammte Sebastian von Plotho, der 1540 Dompropst zu Merseburg wurde. Angehörige dieses Zweiges dienten aber auch dem französischen König als Kriegsoberste. Die Linie erlosch im 16. Jahrhundert. Gebhard war der Stammvater der Linien mit Stammsitzen in Parey und Grabow. Aus der Pareyschen Linie kam Ludwig Otto von Plotho, Herr auf unter anderen Parey und Gerbstedt, der 1731 als königlich preußischer wirklicher geheimer Staatsrat und Präsident des Oberappellationsgerichts starb. Sein Sohn Erich Christoph von Plotho war Gesandter und bevollmächtigter Minister von Friedrich dem Großen mit der Würde eines geheimen Staatsrates und Kriegsministers. Die dritte Johannische Linie gelangte nach Holland. Aus diesem Zweig stammte Wolfgang Edler von Plotho, der am 13. September 1643 zu Wien von Kaiser Ferdinand III. für sich und seine Nachkommen in den Reichsfreiherrenstand erhoben wurde. Er trug nun den Titel „Freiherr von Engelmünster auf Parey und Wilzensandt“, sein alter Herrenstand wurde im Diplom ebenfalls bestätigt. Engelmünster war eine Baronie in Flandern, die Angehörige dieser Linie bereits im 16. Jahrhundert käuflich erwarben.
Auf Grund der Zugehörigkeit zum Johanniterorden wurden 1814 im Königreich Bayern zwei Angehörige des Geschlechts in die Adelsmatrikel eingetragen. Am 15. Oktober 1840 erhielt Wilhelm Heinrich von Plotho die Erbkämmererwürde im Herzogtum Magdeburg, die durch allerhöchsten Erlass vom 6. November 1846 an das alte plothosche Mannlehn Parey geknüpft wurde. 1878 erfolgte im Königreich Preußen die Anerkennung als Edle Herren und Freiherren für alle Mitglieder der Familie.

## Wappen

### Stammwappen
Das Stammwappen zeigt in Silber eine rote Lilie mit goldenen Bund. Auf dem Helm die rote Lilie zwischen zwei nach außen gelehnten Mohrenrümpfen, mit silberner Federkrone und grünem Kleid mit goldenem Kragen. Die Helmdecken sind rot-silbern.

### Stadt- und Gemeindewappen
Die Lilie aus dem Familienwappen der Herren von Plotho erscheint noch heute in einigen Kreis-, Stadt- und Gemeindewappen im nördlichen Brandenburg und Sachsen-Anhalt.

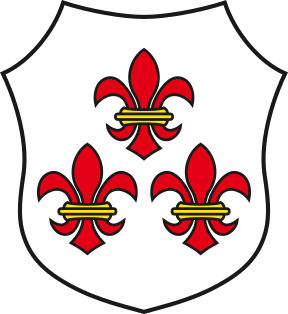
Wappen von Parey, Ortsteil der Gemeinde Elbe-Parey
Wappen der Gemeinde Elbe-Parey
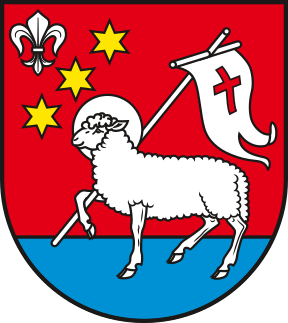
Wappen der Gemeinde Kade
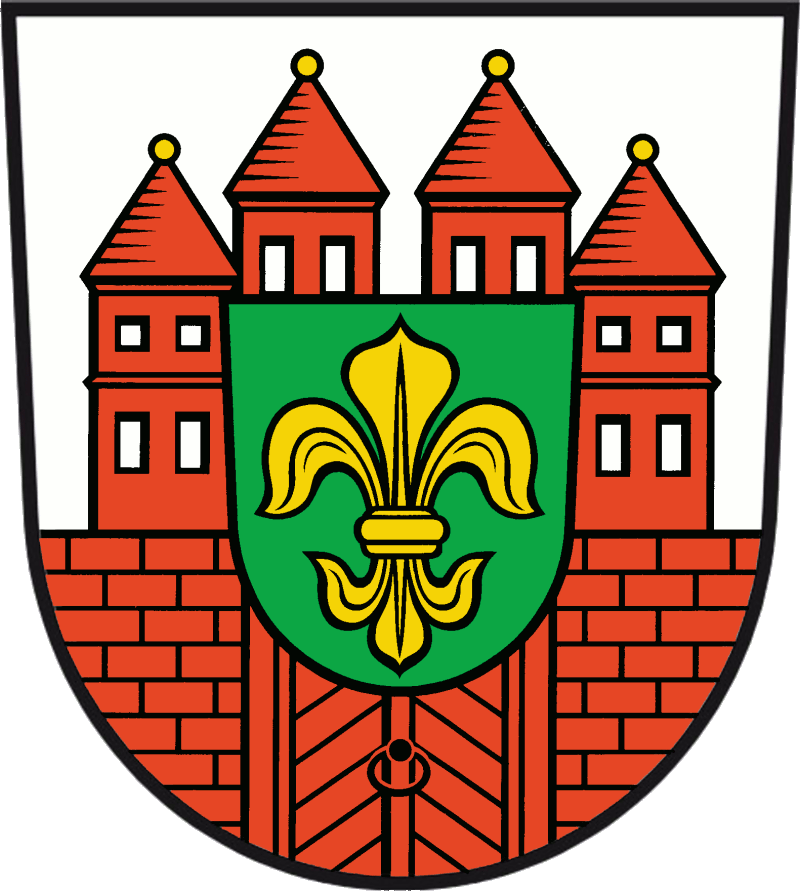
Wappen der Stadt Kyritz
Wappen des Landkreises Ostprignitz-Ruppin
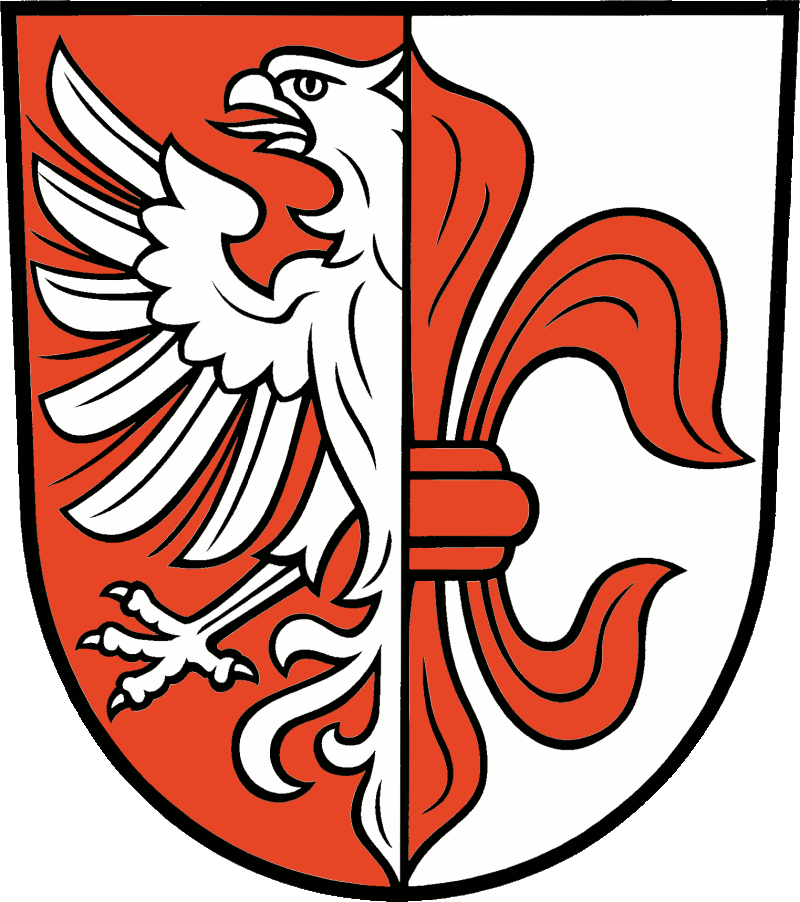
Wappen der Gemeinde Wusterhausen/Dosse

## Namensträger
- Carl von Plotho (1780–1820), preußischer Oberstleutnant, Militärhistoriker und Schriftsteller
- Carl von Plotho (Landrat) (1827–1886), preußischer Kammerherr und Landrat
- Carl Friedrich von Plotho (1796–1874), preußischer Kammerherr und Landrat[7]
- Christian von Plotho (1756–1802), preußischer Landrat[8]
- Christoph von Plotho (* 1955), Vorstandsvorsitzender der Siltronic AG
- Elisabeth von Plotho (1853–1952), verheiratete von Ardenne, war das Vorbild für Theodor Fontanes Romanfigur Effi Briest
- Erich Christoph von Plotho (1707–1788), deutscher Politiker
- Franz Philipp von Plotho (1657–1714), preußischer Generalmajor
- Friedrich Franz Ernst von Plotho (1698–1766), preußischer Oberst, Chef des Garnisonsregiments Nr. 4
- Gebhard von Plotho (1860–1927), preußischer Generalmajor[9]
- Gebhard Siegfried von Plotho (1632–1689), kursächsischer Generalmajor
- Joachim Freiherr von Plotho-Ränkendorf (1886–1968), auf Wiese bei Lübben. Einer der ganz wenigen Johanniter, die trotz Austritt 1939 nach dem Krieg 1950 wieder in den Orden aufgenommen wurden[10]
- Ludwig von Plotho (1698–1780), preußischer Geheimer Rat und Landrat[11]
- Ludwig Otto von Plotho (1663–1731), preußischer Oberappellationsgerichtspräsident und Justizminister[12]
- Manfred von Plotho (1908–1987), deutscher Offizier
- Wilhelm Julius von Plotho (1728–1802), preußischer Generalmajor
- Wolfgang von Plotho (Freiherr) (1590–1657), preußischer Landrat des Kreises Jerichow[13]
- Wolfgang von Plotho (Landrat) (1849–1926), deutscher Rittergutsbesitzer, Verwaltungsbeamter und Schriftsteller
- Wolfgang von Plotho (Generalleutnant) (1879–1946), deutscher Generalleutnant